# 鶴丸剛志
鶴丸剛志（日语：ツルマルツヨシ），是日本純種競賽馬匹。生涯活躍於中長途賽事，曾於1999年勝出朝日挑戰盃及京都大賞典。

## 出賽前
1995年4月6日出生於北海道門別町（今日高町）象徵牧場，成長途中被馬主鶴田任男購入。
其後交由栗東訓練中心練馬師二分久男訓練。

## 競賽生涯

### 4歲（現3歲）
1998年5月2日出戰京都競馬場4歲未勝利，選擇領放之下在彎道處開始加速拋離後方對手，最終在直路上維持走勢以1 1/2馬位取得首勝。
其後由於體質較弱而進入休養，在11月復出出戰逢坂山特別，但未能順利追上前方賽駒下僅跑獲第五。
3星期後再度出戰同級別的賽事，繼續維持在中後方位置下於通過第二彎道後稍微上前取位，進入直路後隨即由中外檔位置展開猛烈的追擊，最終跑出優秀末腳下取得勝利。

### 5歲（現4歲）
1999年原定於年初出戰稻荷特別，但體態出現問題下選擇退賽，在休養過後才於6月的三河特別上陣。比賽開始後，其以不俗的姿態衝前，保持在先頭有利位置下於彎道處開始抽出中外檔加速，最終成功戰勝對手奪冠。
7月首次挑戰分級賽並以北九州紀念作為目標，比賽初段其選擇在中後方的位置等待時機，但在對面直路中後段受到騎師藤田伸二指揮下移出外檔取位，同時在第四彎道進佔先頭。進入直路後，其一度以不俗的姿態透出望空，但無法迫近前方的Eishin Vincennes及Embrasser Moi下以第三落敗。
9月中旬出戰朝日挑戰盃，本次比賽其選擇在先頭位置展開推進，但於通過第一、二彎道後隨即收慢速度墮後至中團位置，以減省步速對體力的消耗。進入直路後，其在外檔中團附近重新展開加速上前，最終跑出全場最快末腳速度下取得首個分級賽冠軍。
1個月後以京都大賞典作為目標，本次比賽順利出閘下以較為主動的步伐搶佔位置，沿途一直在內欄先頭位置等待時機。進入直路後，其輕鬆越過力弱的先頭部隊成為領先的馬匹，後續繼續加速下成功阻止目白光明的追擊，同時亦擊敗好歌劇、黃金旅程及特別週等強敵，達成分級賽連勝。
其後乘勢挑戰一級賽秋季天皇賞，然而受到較為密集賽程的影響下在賽事中未能發揮最大表現，僅能在中團位置以均速的姿態推進，最終跑獲第八的戰績。
年末於稍為休養後以有馬紀念作為目標，比賽初段保持在中團位置下在第三彎道發起進擊，逐步上前下於進入直路前經已處於第三、四左右。進入直路後，其雖然仍然可以保持自身的走勢未有失速，但一直被外側的草上飛、特別週及好歌劇壓制下最終不敵對手，以第四的名次完賽。
賽後，其被檢查出骨瘤，因而需要進入長期休養。

### 6歲（現5歲）
2000年10月於京都大賞典復出並尋求連霸，然而於先行集團推進下未能在直路上發揮良好的表現，最終僅以第六完賽。
年末再度以有馬紀念作為目標，採用中團戰術維持在約莫第八的位置推進，但於比賽進行至第三、四彎道時，其步伐經已出現明顯的混亂，因而在接近直路入口處被騎師藤田拉慢收停，因而被判處比賽中止。
經過賽後的詳細檢查，其被確認為左前腳韌帶斷裂，雖然未有危及生命，但仍然為喪失比賽能力的狀況，因而被安排退役。

### 詳細賽績
| 日期       | 舉辦國家 | 馬場 | 距離   | 級別 | 賽事名稱   | 負重 | 騎師     | 馬號 | 出馬 | 名次     | 時間     | 頭馬（二馬）     |
| ---------- | -------- | ---- | ------ | ---- | ---------- | ---- | -------- | ---- | ---- | -------- | -------- | ---------------- |
| 2/5/1998   | 日本     | 京都 | 泥1400 |      | 4歲未勝利  | 55   | 藤田伸二 | 5    | 9    | 1        | 1:25.6   | （T. M. Tiger）  |
| 8/11/1998  | 日本     | 京都 | 草1800 |      | 逢坂山特別 | 55   | 藤田伸二 | 4    | 16   | 5        | 1:47.3   | Sunday Sarah     |
| 28/11/1998 | 日本     | 中京 | 草2000 |      | 犬山特別   | 55   | 佐藤哲三 | 10   | 16   | 1        | 2:02.1   | （State Fellow） |
| 17/1/1999  | 日本     | 京都 | 草2000 |      | 稻荷特別   | 55   | 藤田伸二 | 4    | 15   | 退賽     | 退賽     | 末廣統領         |
| 6/6/1999   | 日本     | 中京 | 草1800 |      | 三河特別   | 56   | 藤田伸二 | 8    | 12   | 1着      | 1:48.8   | (Elegant More)   |
| 25/7/1999  | 日本     | 小倉 | 草1800 | GIII | 北九州紀念 | 51   | 藤田伸二 | 4    | 14   | 3着      | 1:46.0   | Eishin Vincennes |
| 12/9/1999  | 日本     | 阪神 | 草2000 | GIII | 朝日挑戰盃 | 54   | 藤田伸二 | 1    | 12   | 1着      | 1:59.5   | （名將大道）     |
| 10/10/1999 | 日本     | 京都 | 草2400 | GII  | 京都大賞典 | 57   | 藤田伸二 | 4    | 10   | 1着      | 2:24.3   | （目白光明）     |
| 31/10/1999 | 日本     | 東京 | 草2000 | GI   | 秋季天皇賞 | 58   | 藤田伸二 | 17   | 17   | 8着      | 1:58.6   | 特別週           |
| 26/12/1999 | 日本     | 中山 | 草2500 | GI   | 有馬紀念   | 57   | 藤田伸二 | 10   | 14   | 4着      | 2:37.3   | 草上飛           |
| 8/10/2000  | 日本     | 京都 | 草2400 | GII  | 京都大賞典 | 58   | 藤田伸二 | 9    | 12   | 6着      | 2:26.7   | 好歌劇           |
| 24/12/2000 | 日本     | 中山 | 草2500 | GI   | 有馬紀念   | 56   | 藤田伸二 | 1    | 16   | 比賽中止 | 比賽中止 | 好歌劇           |

## 退役後
退役後，鶴丸剛志並未成為配種馬，而是於宮崎縣宮崎市宮崎保養中心休養，在進行訓練過後，於2002年以儀仗馬身份在京都競馬場服務。
2007年，因腳部狀態惡化，由儀仗馬退役，前往宮崎縣宮崎市一個馬術部進行養老生活。
2017年11月，其被轉移至宮崎縣綾町吉野牧場，繼續於當地安享晚年。

## 血統簡介
父系魯鐸象徵爲日本賽駒，生涯戰績極爲優秀，不但爲日本賽馬史上第四匹三冠馬，更爲第一匹無敗三冠馬，因其成就而被馬迷稱爲「皇帝」。祖父巴索隆爲愛爾蘭生產的英國賽駒，雖然生涯戰績不佳，但配種戰績極爲優秀，後被象徵牧場引入至日本進行配種，成爲日本拜耶爾土耳其系馬匹的先祖。
母系Sweet Cielo為美國馬匹，生涯無出賽記錄。外祖父Conquistador Cielo為美國賽駒，生涯戰績優秀，曾勝出貝蒙錦標及大都會讓賽。

### 血統表
| 父線：巴索隆系（Tourbillon系）      |                                    |              |                  |
| 種馬 魯鐸象徵 1981年（棗色）        | 巴索隆 1960年（棗色）              | Milesian     | My Babu          |
| 種馬 魯鐸象徵 1981年（棗色）        | 巴索隆 1960年（棗色）              | Milesian     | Oatf Lake        |
| 種馬 魯鐸象徵 1981年（棗色）        | 巴索隆 1960年（棗色）              | Paleo        | Pharis           |
| 種馬 魯鐸象徵 1981年（棗色）        | 巴索隆 1960年（棗色）              | Paleo        | Calonice         |
| 種馬 魯鐸象徵 1981年（棗色）        | Sweet Luna 1972年（栗色）          | 速度象徵     | Royal Challenger |
| 種馬 魯鐸象徵 1981年（棗色）        | Sweet Luna 1972年（栗色）          | 速度象徵     | Sweet Inn        |
| 種馬 魯鐸象徵 1981年（棗色）        | Sweet Luna 1972年（栗色）          | Dance Time   | Palestine        |
| 種馬 魯鐸象徵 1981年（棗色）        | Sweet Luna 1972年（栗色）          | Dance Time   | Samaritaine      |
| 繁殖雌馬 Sweet Ciela 1987年（棗色） | Conquistardor Ciela 1979年（棗色） | 淘金者       | Raise a Native   |
| 繁殖雌馬 Sweet Ciela 1987年（棗色） | Conquistardor Ciela 1979年（棗色） | 淘金者       | Gold Digger      |
| 繁殖雌馬 Sweet Ciela 1987年（棗色） | Conquistardor Ciela 1979年（棗色） | K D Princess | Bold Commander   |
| 繁殖雌馬 Sweet Ciela 1987年（棗色） | Conquistardor Ciela 1979年（棗色） | K D Princess | Tammy's Turn     |
| 繁殖雌馬 Sweet Ciela 1987年（棗色） | Change Water 1969年（栗色）        | Swaps        | Khaled           |
| 繁殖雌馬 Sweet Ciela 1987年（棗色） | Change Water 1969年（栗色）        | Swaps        | Iron Reward      |
| 繁殖雌馬 Sweet Ciela 1987年（棗色） | Change Water 1969年（栗色）        | Portage      | War Admiral      |
| 繁殖雌馬 Sweet Ciela 1987年（棗色） | Change Water 1969年（栗色）        | Portage      | Carillon         |
| 雌系：Change Water系（號族：4-m）   |                                    |              |                  |
| 五代內近親交配：無                  |                                    |              |                  |

## 命名由來
名字中，Tsurumaru（ツルマル）為馬主鶴田任男的冠名，出自其姓氏「鶴田」（ツルタ）的變體，香港採用轉寫為漢字的方式，翻譯為「鶴丸」；Tsuyoshi（ツヨシ）於日語中帶有「強大」之意思，可以轉寫為漢字「剛志」。

## 外部連結
- 鶴丸剛志 netkeiba.com
- 血統表